# Myonia xanthogramma
Myonia xanthogramma är en fjärilsart som beskrevs av Erich Martin Hering 1926. Myonia xanthogramma ingår i släktet Myonia och familjen tandspinnare. Inga underarter finns listade i Catalogue of Life.